# Richard Rellford
Richard Allen Rellford , (nacido el 16 de febrero de 1964 en Riviera Beach, Florida) fue un jugador de baloncesto estadounidense. Con 1.98 de estatura, su puesto natural en la cancha era el de ala-pívot.

## Trayectoria
- Suncoast High School
- Universidad de Míchigan (1982-1986)
- Rapid City Thrillers (1986-1987)
- Rockford Lightning (1987)
- W. Palm Beach Stingrays (1987)
- Rockford Lightning (1987-1988)
- San Antonio Spurs (1988)
- Wyoming Wildcatters (1988)
- P. Beach Stingrays (1988)
- Maccabi Rishon LeZion (1988-1989)
- AEK Atenas (1990)
- Club Bàsquet Girona (1990-1991)
- Sioux Falls Skyforce (1991-1992)
- CB Canarias (1992)
- AO Dafni (1992-1993)
- Hapoel Holon (1993-1994)
- Pagrati Atenas (1994-1995)
- Iraklio Creta (1995-1996)
- Quad City Thunder (1997)
- AEL Limassol (1997-1998)
- Omonia Nicosia (1998-1999)
- Peñarol de Mar del Plata (2000)
- Regatas San Nicolás (2000)